# Sominy (osada leśna)
Sominy – osada leśna w Polsce, na Pojezierzu Bytowskim, położona w województwie pomorskim, w powiecie bytowskim, w gminie Studzienice.
W latach 1975–1998 miejscowość administracyjnie należała do województwa słupskiego.